# Kawiarnia

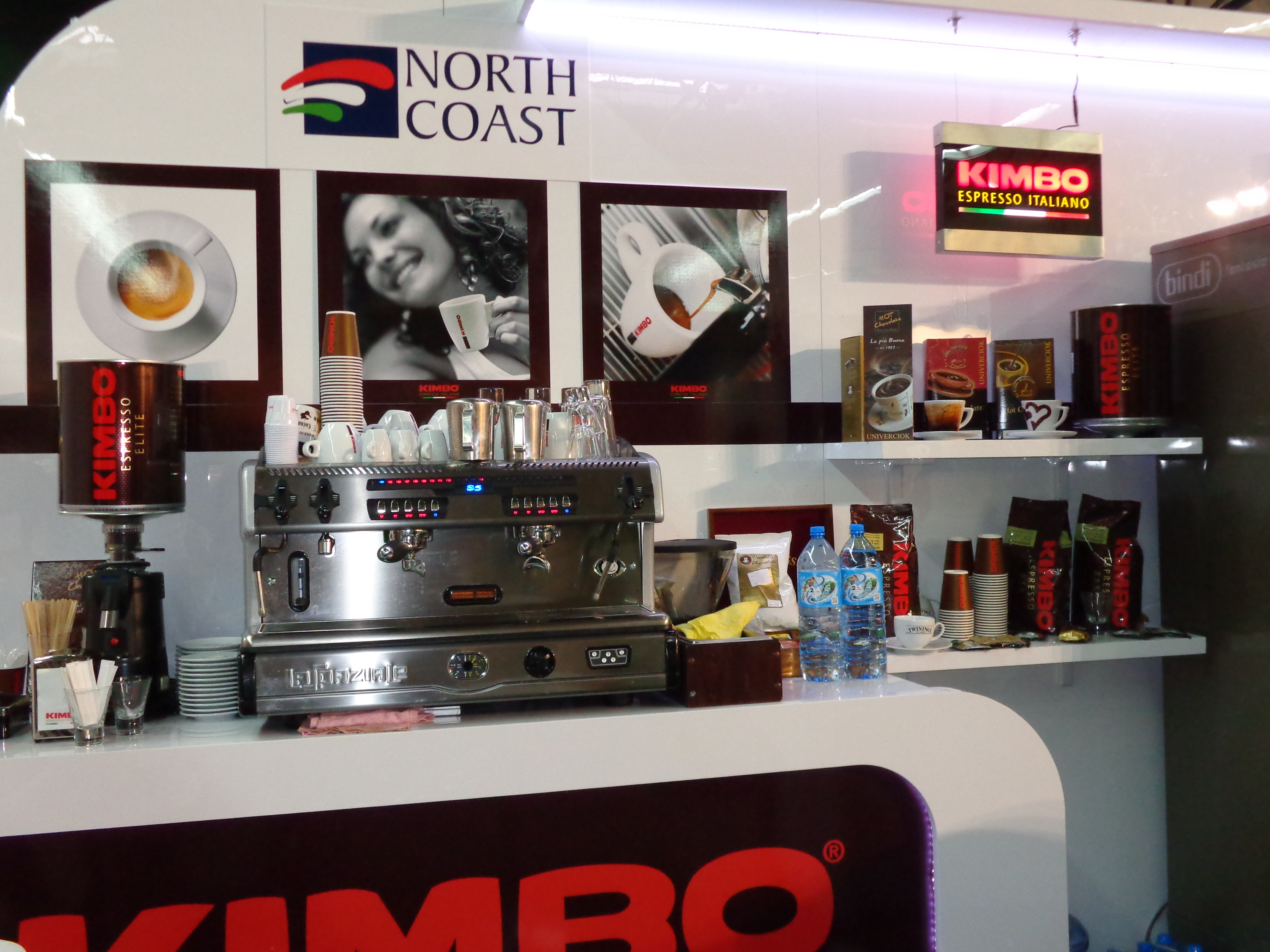
Wyposażenie kawiarni

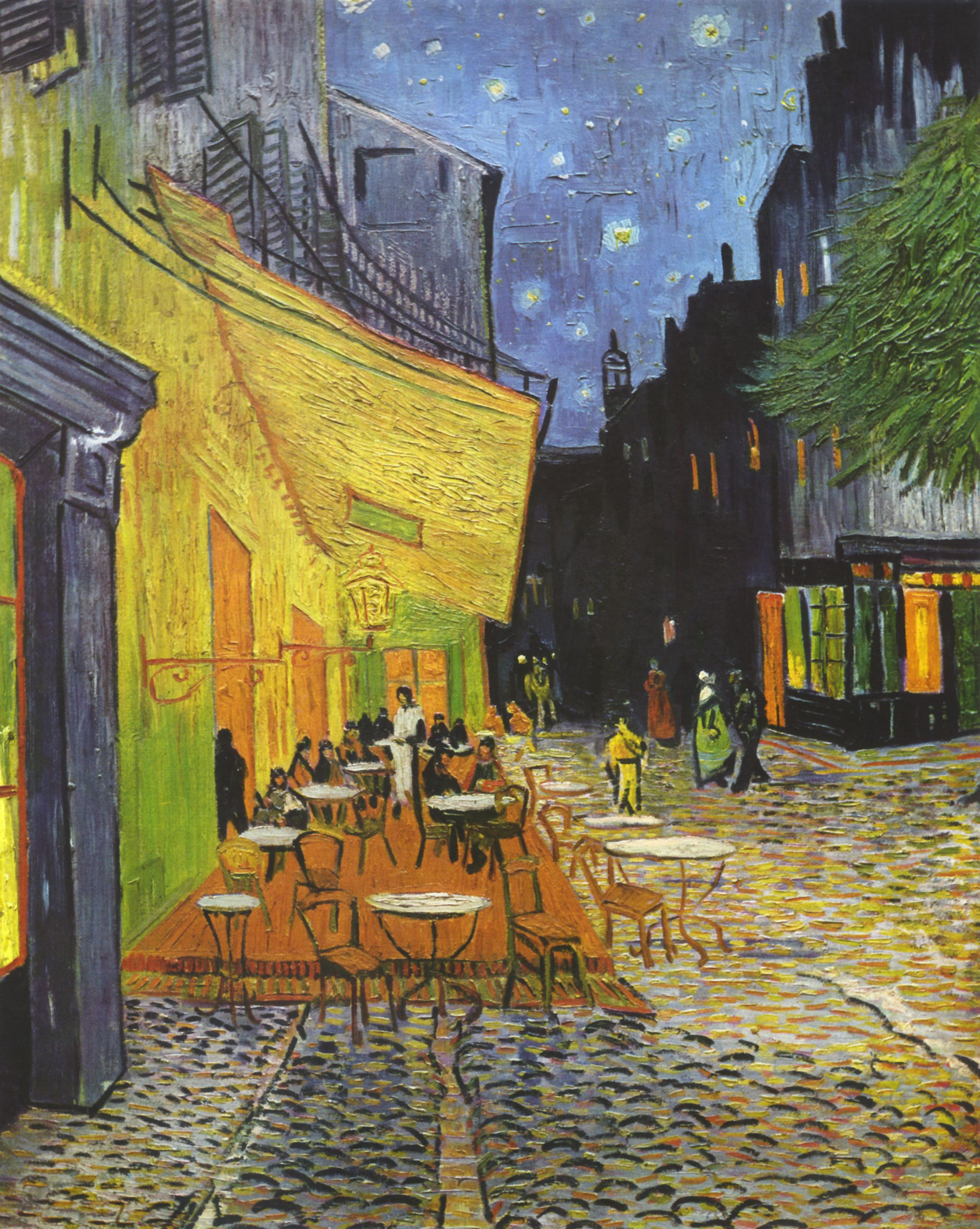
Vincent van Gogh, 1888

Kawiarnia – lokal gastronomiczny będący przede wszystkim miejscem spotkań towarzyskich. Podawane są tam głównie napoje i dania deserowe, głównie kawa, zazwyczaj również: ciastka, lody, herbata, czy wino. Może prowadzić działalność rozrywkową.

## Historia
W Europie najpierw kawiarnie (kafehauzy) pojawiły się w Turcji – pierwsza w 1457 roku w Stambule.
W Londynie kawiarnie pojawiły się w połowie XVII wieku i stały się szybko popularne. John Fothergill uważał, że wprowadzenie kawy wpłynęło na liczbę bólów głowy. W 1675 roku Karol II Stuart próbował zamknąć kawiarnie ze względów politycznych (traktując je jako „akademie buntu”: seminaries of sedition).
W Ameryce pierwsza kawiarnia rozpoczęła działalność w roku 1670 w Bostonie. Pierwszą kawiarnią w Austrii była kawiarnia Kulczyckiego w Wiedniu, założona po wiktorii wiedeńskiej, w 1683.
Pierwsza polska kawiarnia powstała w Warszawie, w okolicach Ogrodu Saskiego, w roku 1724, za panowania Augusta II Mocnego. Kawiarnia zbankrutowała, ponieważ warszawiacy z początku nie chcieli pić kawy w miejscach publicznych. Dopiero kolejna, otwarta w 1763 na Rynku Starego Miasta, zyskała popularność.